# Экспедиция Льюиса и Кларка

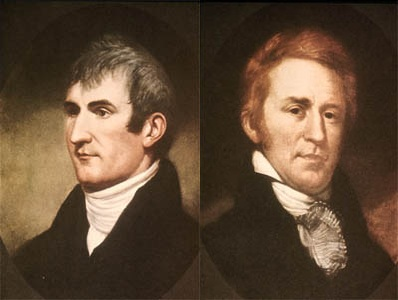
Льюис и Кларк, руководители экспедиции

Маршрут экспедиции

Экспедиция Лью́иса и Кла́рка (англ. Lewis and Clark Expedition) — первая сухопутная экспедиция через территорию США из Сент-Луиса к тихоокеанскому побережью и обратно в 1804—1806 годах под руководством Мериуэзера Льюиса и Уильяма Кларка.

## Цели экспедиции
Президент США Томас Джефферсон обозначил цель экспедиции как поиск наиболее прямого и практичного водного пути через континент, который можно было бы использовать для коммерческих целей. Особое внимание он уделил установлению суверенитета США над землями, населёнными индейцами, и разведке ресурсов, которые располагались на территории, отошедшей к США в результате Луизианской покупки.

## Участники
В экспедиции приняли участие 33 человека — те, кто выступил 14 мая из базового лагеря. Кроме того, во время экспедиции к ней временно присоединялись (нанимались) другие участники.
Мериуэзер Льюис, капитан Армии США — был назначен Джефферсоном командиром в учреждённую им экспедицию.
Уильям Кларк — был приглашён Льюисом разделить командование экспедиции. К моменту начала подготовки экспедиции он был комиссован из Армии США по состоянию здоровья и проживал на своей плантации неподалёку от Луисвилля.
Йорк — раб Кларка, негр, который сопровождал его в экспедиции. Индейцы, которые встречались экспедиции на её пути, встречали его с большим уважением и очень интересовались его происхождением.
Джон Колтер — один из первых маунтинменов на Диком Западе США.
Чарльз Флойд, сержант Армии США — единственный из участников, погибший в экспедиции.
Сакагавея, Сакаджа́вея (англ. Sacagawea, также Sakakawea, Sacajawea; приблизительно 1788—1812) — молодая женщина из индейского племени северных шошонов, проживавшего на территории, где сейчас находится штат Айдахо. Сакагавея помогла экспедиции Льюиса и Кларка в 1804—1806 годах исследовать обширные земли на американском Западе, которые тогда были только что приобретены.
Туссен Шарбонно — франкоканадский траппер и исследователь, муж Сакагавеи.
Джон Коллинз, рядовой Армии США.
Хью Холл, рядовой Армии США.
Александр Гамильтон Уиллард, рядовой Армии США.
Мозес Рид
Джон Поттс
Джон Ордуэй

## Подготовка
Во время подготовки экспедиции Монетный двор США выпустил специальные серебряные медали — Индейские медали мира. Их предполагалось вручать представителям встречаемых индейских племён в знак признания ими суверенитета США.

## Хронология экспедиции
| Дата                      | Событие |
| 1804 год                  | 1804 год |
| ------------------------- | --- |
| 14 мая                    | Отбытие Корпуса Открытий из базового лагеря. |
| 16 мая                    | Прибытие экспедиции в Сент-Чарльз (Миссури). |
| 21 мая                    | Отбытие из Сент-Чарльз. |
| 1 июня                    | Экспедиция достигла реки Осейдж. |
| 26 июня                   | Экспедиция прибыла к месту впадения реки Канзас в Миссури. |
| 29 июня                   | Экспедиция посетила руины французского Форт-де-Каваньяля. |
| 21 июля                   | Продолжая подниматься вверх по течению Миссури, экспедиция достигла места впадения реки Платт. Корпус Открытий вступил на территорию, населённую индейцами сиу. |
| 3 августа                 | Недалеко от современного Каунсил-Блафс состоялась первая официальная встреча между представителями США и племён ото и миссури. Во время этой встречи состоялось вручение Индейских медалей мира, Флагов США, подарков, был проведён парад, демонстрировались современные технологии.                                |
| 20 августа                | Один из участников экспедиции, Чарльз Флойд умер вследствие разрыва аппендикса и развившегося перитонита. Он был единственным участником экспедиции, который в ней погиб. |
| 4 сентября                | Достигнуто устье реки Найобрэра. |
| 25 сентября — 29 сентября | Группа индейцев лакота потребовала одну из лодок экспедиции в качестве платы за дальнейшее продвижение вверх по реке. В процессе переговоров запросы индейцев выросли, они потребовали ещё оружие, амуницию, табак. Переговоры усложнял языковой барьер. Переговоры два раза переходили в вооружённую конфронтацию. |
| 8 октября — 11 октября    | Пройдено устье реки Гранд-Ривер, заселённое индейцами арикара. |
| 24 октября                | Экспедиция достигла поселений манданов и хидатса, расположенных в местности вблизи современного города Уошберн. Проведена встреча с вождём манданов Большим Белым. Руководители экспедиции решили заложить здесь Форт Мандан.                                                                                       |

## История

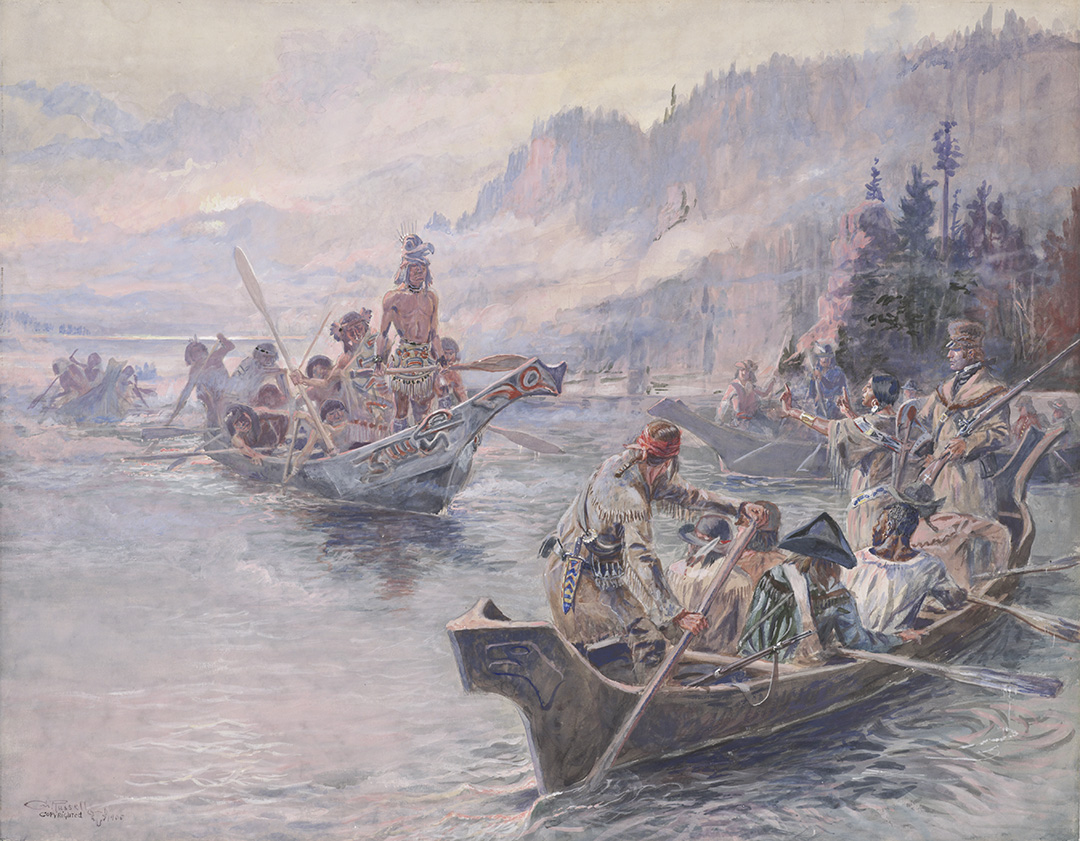
Чарльз Марион Рассел. «Льюис и Кларк в низовьях Колумбии» (1905)

В 1803 году президент США Томас Джефферсон поручил Льюису и Кларку руководить первой официальной экспедицией на Дикий Запад Америки для поисков речного пути к Тихому океану.
Купленная у Франции в 1803 году Луизианская территория, занимающая около трети современной территории США, не имела чётко очерченных границ на севере, западе и юго-западе. На юго-западную часть её претендовала Испания, считавшая, что граница Техаса проходит севернее, нежели Франция и США включили в территорию Луизианской покупки. Территория была заселена в основном индейцами, её освоение до 1803 года практически не проводилось. Что находилось западнее, было неизвестно (в частности, до экспедиции в США не знали о существовании Скалистых гор). Кроме того, требовалось провести изучение природных богатств территории. Джефферсон мечтал открыть эти земли для торговли и поселения и сделать Америку богатой и могущественной как никогда. До этого никто никогда не исследовал Дикий Запад. Никто не знал, какие опасности ожидают исследователей и вернутся ли они вообще домой. Многие отговаривали президента от этой идеи, но он был уверен в своей правоте и в том, что нашёл нужных людей.
Мериуэзер Льюис был капитаном, личным секретарём президента, а Уильям Кларк лейтенантом, старым другом Льюиса. Тщательно всё обдумав, они разработали смелый план. Они собирались подняться по реке Миссури так далеко, как только смогут, чтобы затем добраться до Тихого океана.
На подготовку к экспедиции ушла вся зима. Была собрана группа из 43 человек, получившая величественное название Корпус Открытий; запасли 6 тонн еды и всё, что могло понадобиться в трудном пути: оружие, лекарства, научное оборудование и подарки для индейцев. Багаж был погружён в три большие лодки — одну баржу и два каноэ.
14 мая 1804 года, в понедельник, всё было готово. Прозвучал выстрел, который стал сигналом к отплытию, и экспедиция отправилась из города Сент-Луис по реке Миссури. Вверх по реке экспедиция медленно продвигалась в течение 5 месяцев.
В октябре путешественники достигли территории индейцев манданов. Близилась зима, и река должна была скоро покрыться льдом. Льюис и Кларк решили перезимовать у индейцев, в одной из манданских крепостей. Зима 1804/05 была очень долгой и холодной. Иногда температура падала до −40 °C.

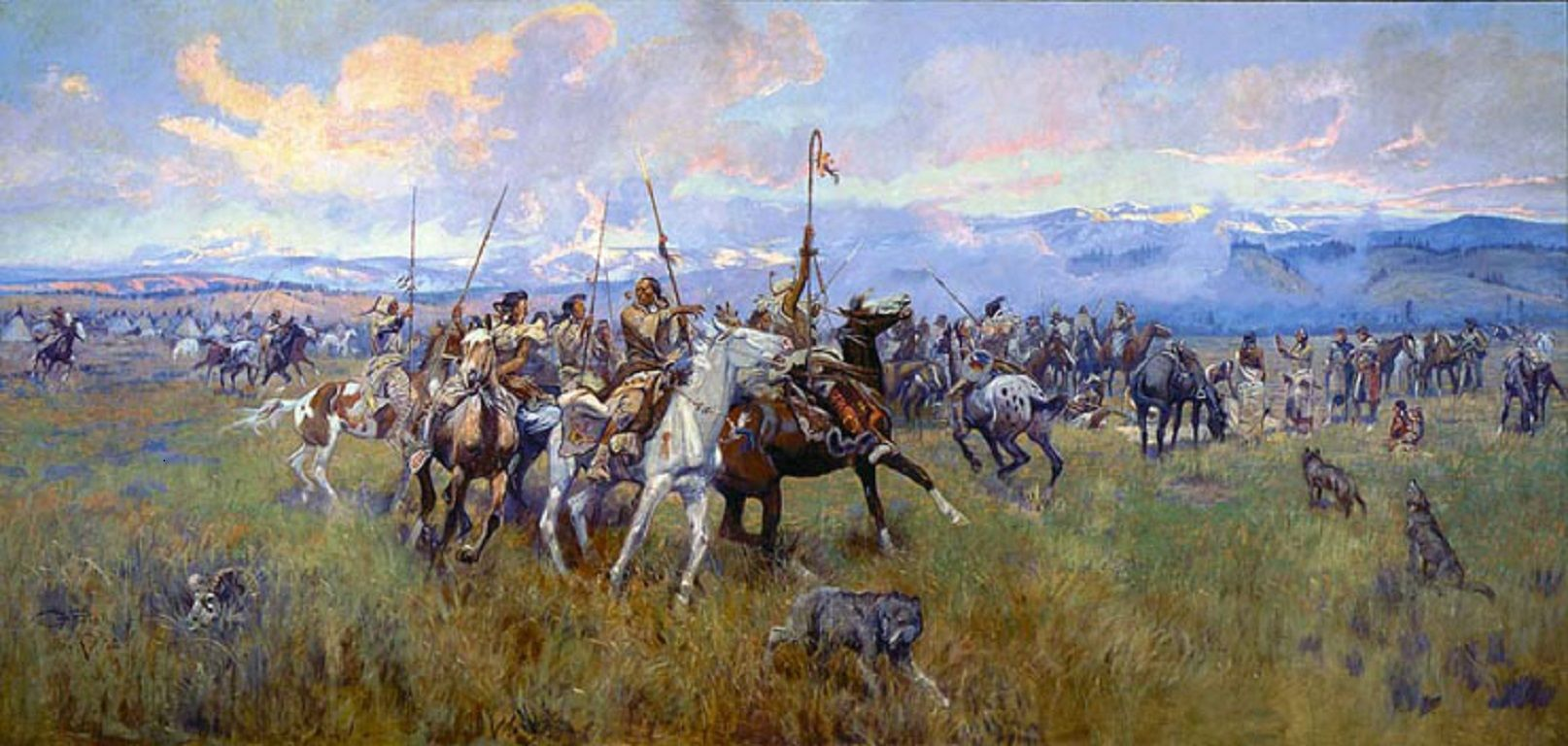
Чарльз Марион Рассел. «Встреча Льюиса и Кларка с племенем салишей» (1912)

Наконец в апреле потеплело. Они были готовы снова тронуться в путь. Но до этого они прослеживали свой путь по планам и картам, а сейчас перед ними лежала неизведанная страна, и ни один человек из цивилизованного мира ещё не бывал в этих краях. Они надеялись только на то, что выбрано правильное направление.
Но исследователи не сдались. Они наняли в проводники индейца — человека, который знал местные дороги, — и начали подниматься вверх по реке к Скалистым горам. Эта часть путешествия была самой трудной. Переход через горы был очень сложным. Еда кончалась, а по ночам было очень холодно.
В итоге по другую сторону гор их взору открылись широкие равнины и река, названная впоследствии Колумбией. 7 ноября 1805 года они спустились к реке, подготовились к очередному этапу пути и пошли вниз по реке к океану. В конце концов цель путешествия была достигнута — экспедиция добралась до Тихого океана.
Следующей весной началось долгое возвращение домой. На родине их считали погибшими, тем более торжественной оказалась встреча. Сент-Луиса путешественники достигли 23 сентября 1806 года. Родина приветствовала их как национальных героев. В неизведанном краю они покрыли расстояние приблизительно в семь тысяч километров, по большей части на каноэ. Мериуэзер Льюис даже получил пулю в ногу от какого-то горе-охотника, который принял его за оленя. Несмотря на все трудности, в команде умер только один человек — квартирмейстер Чарльз Флойд, возможно от аппендицита.

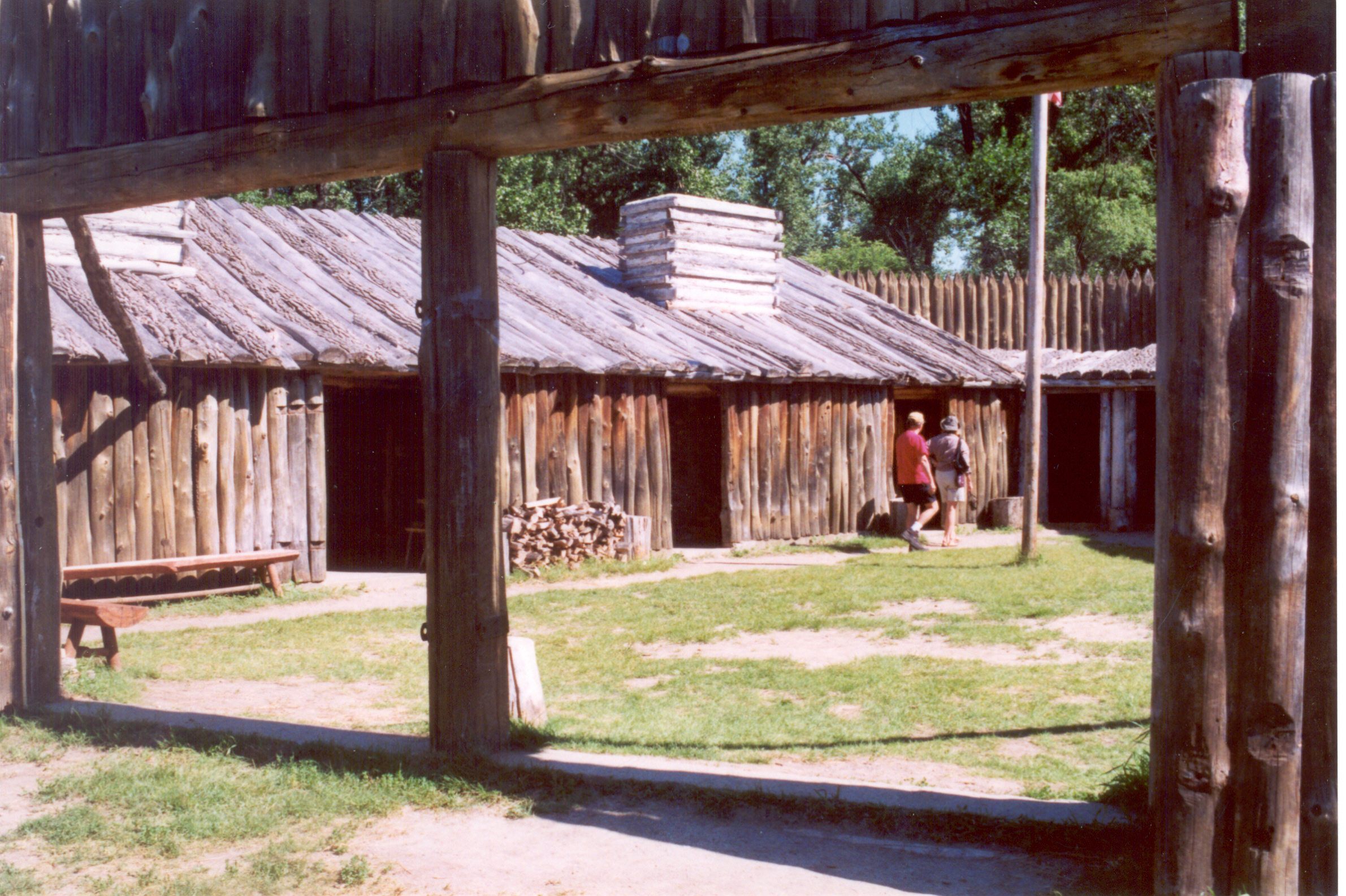
Форт-Мандан. Мемориальный парк Льюиса и Кларка, Северная Дакота.

В ходе экспедиции вождям, которые выразили готовность признать власть президента США, вручалась Индейская медаль мира.
После этой экспедиции многие американцы шли по стопам Льюиса и Кларка в поисках новых земель и торговых путей, но все они предусмотрительно избирали более безопасные маршруты и ехали по суше, на повозках. Эта экспедиция оказалась успешной и в географическом отношении. Льюис и Кларк в течение пути заполняли дневники, карты, делали наброски и заметки о реках, по которым они плыли, и о людях, с которыми встречались. Они записывали практически всё, что видели.

## В кино
- «Далёкие горизонты»[англ.] (англ. The Far Horizons) — режиссёр Рудольф Мате (США, 1955).
- «Льюис и Кларк» (англ. Lewis and Clark) — предстоящий телесериал компании HBO (США, 2024).